# Kevin Kern
Kevin Kern (tên khai sinh Kevin Lark Gibbs; sinh ngày 22 tháng 12 năm 1958) là một nghệ sĩ dương cầm, nhà soạn nhạc và nghệ sĩ thu âm người Mỹ. Ông thường được xem là đại diện cho thể loại nhạc new-age. Bị mất thị lực từ lúc chào đời, Kern nhận được sự hỗ trợ trong phòng thu từ các công nghệ âm nhạc của Dancing Dots và trợ năng của SONAR dành cho người mất thị lực.

## Tiểu sử
Kern chào đời tại Detroit, Michigan. Ông được phát hiện đang chơi bản nhạc "Đêm thánh vô cùng" trên dương cầm lúc mới 18 tháng tuổi. Ông bắt đầu học chơi dương cầm thường xuyên năm lên bốn tuổi và bắt đầu viết nhạc năm tám tuổi. Năm 14 tuổi, ông trình diễn với nhóm nhạc mà mình sáng lập có tên gọi "The Well-Tempered Clavichord". Ông còn chịu ảnh hưởng lớn của nhạc jazz, ví dụ như nghệ sĩ Dave Brubeck. Mặc cho mất thị lực từ khi chào đời, ông vẫn quyết tâm trở thành một dương cầm. Kevin từng theo học Trường nhạc thuộc Đại học Michigan và học cùng với nghệ sĩ dương cầm Mischa Kottler. Sau khi lấy bằng Thạc sĩ ở Nhạc viện New England, Kern chơi nhạc ở Boston trong nhiều năm rồi chuyển đến San Francisco vào năm 1990. Tại đó, ông biểu diễn trong các nhà hàng và khách sạn cho đến khi được Terence Yallop phát hiện vào năm 1993.
Năm 1996, đĩa CD ra mắt của ông mang tên In the Enchanted Garden đã trở thành hiện tượng và có mặt trên bảng xếp hạng Billboard trong 26 tuần. Ông có lần đầu tiên biểu diễn tại châu Á ở Đài Loan vào năm 2002.
Ông đã phát hành mười album, tính cả một album tổng hợp và hai cuốn sách chép lời bài hát. Ông cũng phát hành một đĩa CD và sách chép lời bài hát, cũng một album nữa ở riêng châu Á.
Ông có tour diễn thế giới đầu tiên vào năm 2016. Trong đó, các đêm nhạc của chuỗi Best of Kevin Kern Live — 20th Anniversary Concert được tổ chức tại The Star Theatre, Singapore (10 tháng 9) và và Phòng hòa nhạc Bentley ở Kuala Lumpur, Maylaysia (11 tháng 9).

## Đời tư
Kevin Kern đã kết hôn với Pamela Gibbs - một cựu y tá khoa cấy ghép tim và quản lý sản xuất cho một số công ty thiết bị y tế. Theo những dòng ghi chú lót bìa album Embracing the Wind, cặp đôi kết hôn vào tháng 6 năm 2001 2001 trên đảo Maui, Hawaii, trong một buổi lễ riêng tư với sự có mặt của bạn bè và gia đình. Ca khúc "From This Day Forward" từ đĩa CD cùng tên được ông sáng tác và dành tặng cô. Cô đã được nhắc đến trong các phần ghi công album một số lần, trong đó có lần chơi sáo rainstick trong bài "Through the Veil" ở The Winding Path và phục vụ một số buổi thu tập. Sau nhiều năm sống ở San Francisco, họ chuyển đến Minneapolis, MN vào năm 2007.

## Di sản
Nhạc của Kevin Kern được phát ở nhiều nơi trên thế giới, đặc biệt phổ biến ở các nước châu Á, chẳng hạn như trong bộ phim truyền hình Hàn Quốc Trái tim mùa thu, tại các sự kiện như đám cưới và cả đám tang. Nhạc của ông cũng được xem là phương pháp trị liệu sức khỏe tinh thần, như ngồi thiền.

## Danh sách đĩa nhạc

### Album phòng thu
Nguồn: 
- In the Enchanted Garden (1996)
- Beyond the Sundial (1997)
- Summer Daydreams (1998)
- In My Life (1999)
- Embracing the Wind (2001)
- The Winding Path (2003)
- Imagination's Light (2005)
- Endless Blue Sky (2009)
- Enchanted Piano (2012)
- Christmas (2012)
- When I Remember (2016)

### Album tổng hợp
- More Than Words: The Best of Kevin Kern (2002)
- Always Near - A Romantic Collection (2014)

## Sách chép lời bài hát
Nguồn: 
- Kevin Kern Piano Album Songbook (2001)
- Through Your Eyes: Kevin Kern Collection Songbook (2002; riêng ở Nhật Bản)
- In the Enchanted Garden Songbook (2006)
- Imagination's Light Songbook (2008)

Kevin Kern cũng phát hành tổng cộng 62 bản nhạc chuyển soạn độc tấu trên dương cầm tính tới nay trên trang MusicNotes.com.